# Bra (stacja kolejowa)
Bra (włoski: Stazione di Bra) – stacja kolejowa w Bra, w prowincji Cuneo, w regionie Piemont, we Włoszech. Znajduje się na linii Alessandria – Cavallermaggiore i Carmagnola – Ceva.
Według klasyfikacji Rete Ferroviaria Italiana posiada kategorię srebrną.

## Historia
Stacja została otwarta w 1855 roku jako koniec linii kolejowej z Cavallermaggiore, odchodzącej od linii Turyn - Cuneo. Dziesięć lat później została przedłużony do Nizza Monferrato, dzięki czemu uzyskano połączenie do miasta Alessandria.
W 1874 roku stacja Bra stała się węzłem kolejowym, wraz z otwarciem linii do Ceva i Savony; w 1884 roku linia ta została rozbudowana na północ do Carmagnola, skracając podróż z Turynu.
W 1933 roku, wraz z otwarciem nowej linii Turyn - Savona poprzez Mondovì, linia biegnąca przez Bra został zdegradowany do rangi lokalnej.
Początkowe napięcie linii 3,6 kV - 16⅔ Hz zostało zastąpione 25 września 1973 z systemem prądu stałego 3 kV w ramach konwersji dwóch tras z Carmagnola do Ceva (przez Fossano i Bra) do systemu trakcyjnego w użyciu od 1961 roku w węźle Turyn.
Linia Bra - Ceva została zamknięta dla ruchu w listopadzie 1994 roku, ze względu na szkody spowodowane przez powodzie rzeki Tanaro.
Od grudnia 2012 roku, stacja jest częścią systemu kolei aglomeracyjnej w Turynie.

## Linie kolejowe
- Alessandria – Cavallermaggiore
- Carmagnola – Ceva